# АБЦ анализа
АБЦ анализа је метода за анализу и управљање залихама (складиштима). Не треба је мешати са ABC (енгл. Activity-based costing) методом за праћење и управљање трошковима. 
Суштина АБЦ анализе (а данас се то ради преко рачунара) је, да се:
- Свакој компоненти (нпр. артиклу) у складишту придружи цена.
- Количине се помноже са ценама и добија тотал.
- Потом се изврши сортирање, од највећег тотала ка најмањем.
- Прве, наскупље позиције, које чине 80% вредности добијају ознаку - „класа А“
- Следећих 10% позиција „класа Б“
- Преостале позиције добијају „класа Ц“

Постоји законитост да класу „А“ добија релативно мали број компоненти. Другим речима, мали број компоненти чини „лавовски“ део вредности складишта. Стога је потребно пре свега посебно обратити пажњу на те компоненте, из „класе А“, набављати их у оптималним количинама, у функцији трошења, пратити „Фактор обрта-коефицијент обрта залиха“, чиме се постижу веома велике уштеде.
Класа „А“ може по потреби да варира од вредности 80 до 90%, класа „Б“ од 5 до 15%, а класа „Ц“ од 5 до 10%. У зависности од типа материјала који се држе у складишту врши се варијација вредности класа ради добијања оптималних резултата.
Што је складиште веће по броју позиција, постижу се бољи резултати.